# Perle (S606)
El Perle (S606) es un submarino de ataque de propulsión nuclear de la clase Rubis (Barracuda) en servicio con la Marine Nationale.
Fue construido por el organismo estatal DCN en el astillero de Cherburgo-en-Cotentin. Fue asignado en 1993 y permanece en servicio actualmente. Junto a sus gemelos de su misma clase, el Perle será sustituido por los submarinos de la clase Suffren.